# LDE – Richard Hartmann bis Zwickau
Die RICHARD HARTMANN bis ZWICKAU waren Schnellzug-Schlepptenderlokomotiven der Leipzig-Dresdner Eisenbahn-Compagnie (LDE).

## Geschichte
Die drei Lokomotiven wurden 1849 von Hartmann in Chemnitz mit den Fabriknummern 11 bis 13 an die LDE geliefert. Sie erhielten die Namen RICHARD HARTMANN, CHEMNITZ und ZWICKAU.
Die Lokomotiven wurden in den Jahren 1865 und 1868 ausgemustert.

## Technische Merkmale
Der Kessel war aus mehreren Schüssen genietet. Der Stehkessel war mit einer halbrunden, weit über den Langkessel hinausragenden Kuppel ausgestattet, die an Stelle eines Dampfdomes als Dampfsammelraum diente. Die beiden Federwaag-Sicherheitsventile befanden sich auf der Kuppel des Stehkessels.
Die Dampfzylinder waren in Gegensatz zu den englischen Lokomotiven außen angeordnet, was eine teure und schwierig herzustellende Kropfachse unnötig machte. Die Dampfmaschine war mit einer innen liegenden Stephensonschen Kulissensteuerung ausgestattet.
Eine eigene Bremsausrüstung besaßen die Lokomotiven nicht. Die Abbremsung erfolgte nur über die handbetätigte Spindelbremse des Tenders.
Die Lokomotiven besaßen die Kirchwegersche Abdampfkondensationseinrichtung zur Vorwärmung des Speisewassers. Äußeres Merkmal dafür ist der zweite Schornstein auf dem Tender. Über eine tiefliegende, etwa 100 mm starke Verbindungsleitung wurde der Abdampf vom Schieberkasten zum Tender geleitet.